# (500) Selinur
(500) Selinur es un asteroide perteneciente al cinturón de asteroides descubierto el 16 de enero de 1903 por Maximilian Franz Wolf desde el observatorio de Heidelberg-Königstuhl, Alemania.
Está nombrado por Selinur, un personaje de Auch Einer del escritor alemán Friedrich Theodor Vischer (1807-1887).